# Carya glabra
Carya glabra là một loài thực vật có hoa trong họ Óc chó. Loài này được (Mill.) Sweet mô tả khoa học đầu tiên năm 1826.

## Hình ảnh

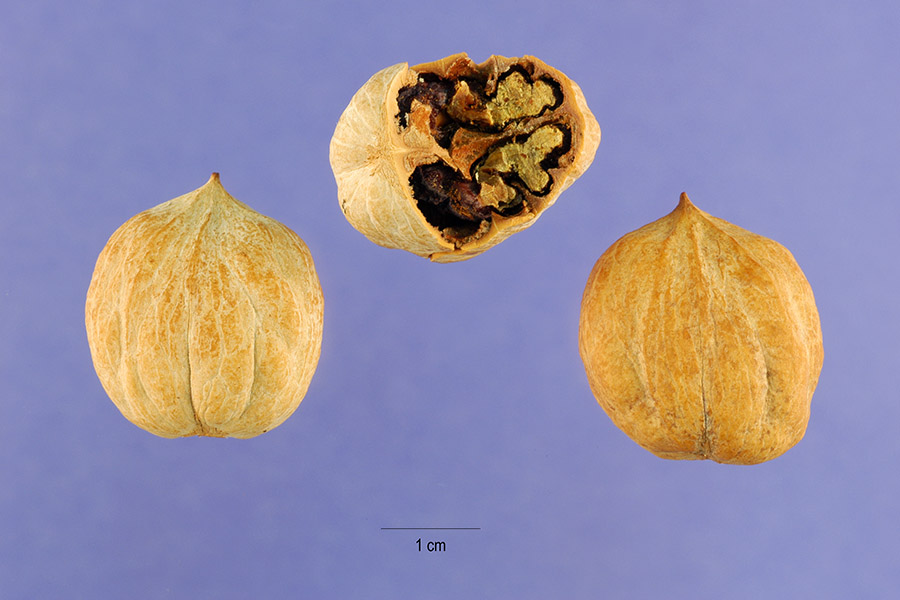
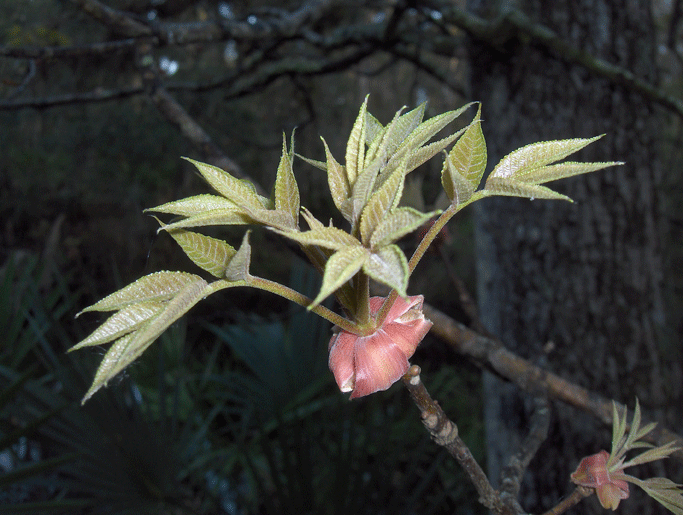
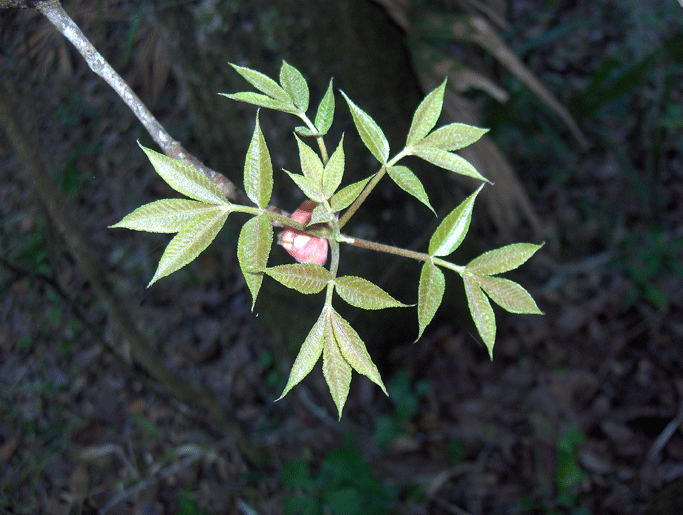
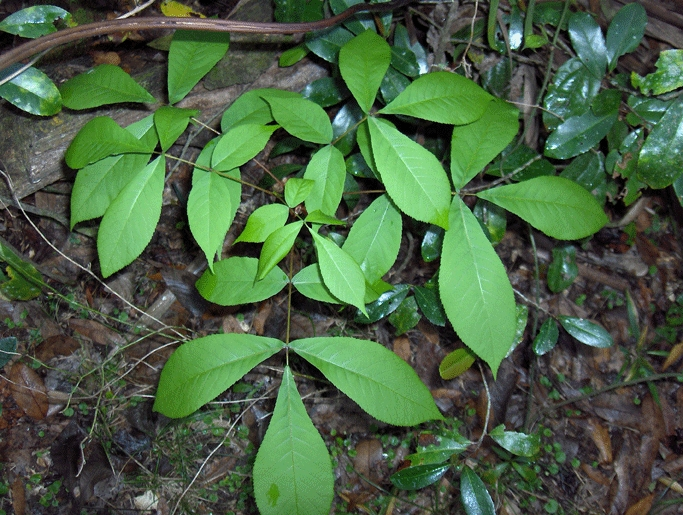